# Benedykt Zientara

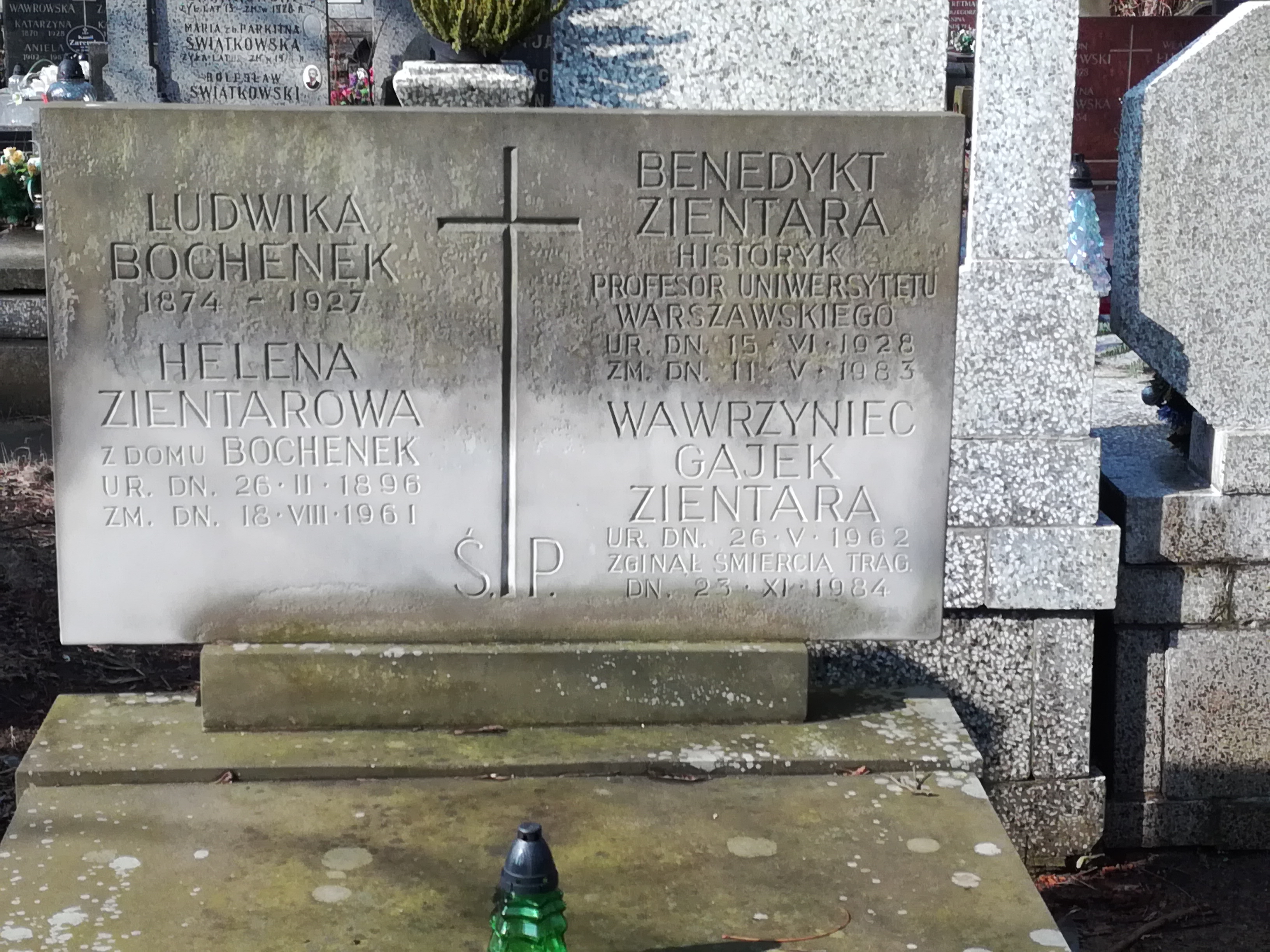
Grób Benedykta Zientary na cmentarzu Bródnowskim

Benedykt Zientara (ur. 15 czerwca 1928 w Ołtarzewie, zm. 11 maja 1983 w Warszawie) – polski profesor nauk historycznych, mediewista, profesor zwyczajny Uniwersytetu Warszawskiego.

## Życiorys
Przed II wojną światową uczył się w Zegrzu. Pod koniec wojny kształcił się na tajnych kompletach w Ożarowie Mazowieckim. W 1947 zdał maturę w Warszawie, w XXI LO im. Hugona Kołłątaja. Następnie rozpoczął studia historyczne na Uniwersytecie Warszawskim. 
W 1949 został asystentem w Muzeum Historycznym miasta stołecznego Warszawy, a rok później na Uniwersytecie Warszawskim. Na tej uczelni pracował do końca życia. W latach 1953–1961 był także pracownikiem Instytutu Historii PAN. W 1954 uzyskał stopień kandydata nauk (doktora) na podstawie pracy Dzieje małopolskiego hutnictwa żelaznego w XIV–XVII w. napisanej pod kierunkiem Mariana Małowista. W 1961 habilitował się na podstawie pracy Kryzys agrarny Marchii Wkrzańskiej w XIV w. W 1967 otrzymał stanowisko docenta, w 1971 tytuł profesora nadzwyczajnego, a w 1981 profesora zwyczajnego. 
20 sierpnia 1980 roku podpisał apel 64 uczonych, pisarzy i publicystów do władz komunistycznych o podjęcie dialogu ze strajkującymi robotnikami. Jego książka Despotyzm i tradycje demokratyczne w dawnej historii Rosji została wydana w drugim obiegu w 1983 roku nakładem Biblioteki Obserwatora Wojennego. 
Został pochowany na cmentarzu Bródnowskim (kw. 11B-1-27).

## Życie prywatne
Jego żoną była Maria Płaczkowska. Miał trzech synów: Piotra, Andrzeja i Wawrzyńca.

## Uczniowie
Do grona jego uczniów zaliczają się m.in. Halina Manikowska i Marek Barański.

## Wybrane publikacje
- Historia powszechna średniowiecza (1968, 1973, 1994, 1996, 1998, 2000, 2002, 2006, 2008, 2015)
- Henryk Brodaty i jego czasy (1975)
- Z dziejów rzemiosła w Polsce
- Dzieje gospodarcze Polski do roku 1939
- Świt narodów europejskich: powstawanie świadomości narodowej na obszarze Europy pokarolińskiej
- Dawna Rosja: despotyzm i demokracja
- Despotyzm i tradycje demokratyczne w dawnej historii Rosji
- Dzieje małopolskiego hutnictwa żelaznego XIV – XVII wiek